# Карцов, Яков Иванович
Яков Иванович Карцов (1784—1836) — один из первых русских педагогов, получивших систематическое образование.

## Биография
Родился в 1784 году в семье священника. Учился в Смоленской семинарии, откуда в 1803 году был переведён в Санкт-Петербургскую учительскую гимназию, вскоре переименованную в Педагогический институт. После его окончания в 1807 году Карцов, посвятивший себя математике, вместе с А. И. Галичем и другими десятью лучшими воспитанниками был отправлен в 1808 году для усовершенствования в науках за границу. Слушал лекции в немецких университетах и после возвращения, в 1811 году был назначен адъюнкт-профессором на кафедру физико-математических наук в только что открытый Царскосельский лицей; в 1816 году утверждён в звании профессора. Ему лицей обязан организацией первого физического кабинета. Также он преподавал и в Лицейском Благородном пансионе.
С 1831 года преподавал физику и механику в Морском кадетском корпусе, а также физико-математические науки принцу П. Г. Ольденбургскому. 
В 1818 году он был избран членом Минералогического общества. Ему принадлежит, в своё время пользовавшийся известностью, перевод «Начальных оснований физики» Шредера.
Умер 15 (27) февраля 1836 года.